# Hopes and Fears
Hopes and Fears (Esperanzas y Miedos en español) es el primer álbum de la banda inglesa Keane, lanzado el 10 de mayo de 2004. Llegó al número uno en las listas desde su lanzamiento y ha acumulado ocho discos de platino. Volvió al número uno después de ganar un premio Brit Award for Best Album al mejor álbum en febrero de 2005. Con 5,7 millones de copias vendidas, fue catalogado como el decimosexto álbum mejor vendido en el milenio en el Reino Unido.

## Descripción
Los objetos en el diseño de portada son martillos de piano, y la fuente usada en la cubierta se llamó "Cochin", siendo creada en 1912. Además, las diferentes versiones del álbum se distinguen por el color de su portada. La versión original tiene una cubierta verde, la europea negra, la estadounidense blanca, la internacional café y la japonesa azul.
El álbum toma su nombre del lado B "Snowed Under" del sencillo de Somewhere Only We Know.
Los especialistas en música impresa Hal Leonard, publicaron dos versiones del libro oficial de partituras de Hopes and Fears, diseñado para dos niveles de dificultad. The Music Sales Group también publicó un libro, incluyendo dos CD con pistas de acompañamiento de bajo y batería para tocar en conjunto con el piano. Además incluye las partituras de los lados B "Snowed Under", "Fly To Me" y "Walnut Tree".
El 9 de noviembre de 2009 pusieron a la venta una reedición del álbum, un doble CD en el que incluyeron material previo, caras B, directos, etc. El libro fue escrito por el periodista musical Steve Lamacq.

## Legado
En 2006, el British Hig Singles & Albums y la NME organizaron una encuesta en la que 40.000 personas de todo el mundo votaron los 100 mejores álbumes de la historia y Hopes and Fears fue situado en el puesto 51 de dicha lista. El álbum también se colocó en el puesto 5 de la categoría "Álbum más vendido de la década" de Amazon.co.uk. En 2005, el álbum ganó un BRIT Award por Mejor Álbum. En 2010, el álbum fue nominado de nuevo a los BRIT Awards, en la categoría de Mejor Álbum de los últimos 30 años. Sin embargo, perdió ante (What's the Story) Morning Glory? de Oasis. En 2011, la Q magazine hizo una lista de los 250 mejores álbumes de 1986 a 2010 y el álbum apareció en el puesto 34. En 2012, la Q magazine hizo otra encuesta, esta vez sobre los 100 mejores álbumes británicos de todos los tiempos, y Hopes and Fears fue situado en el número 4.

## Lista de canciones

### Edición del Reino Unido y México
Con cubierta verde. Esta es considerada como la versión definitiva del álbum. A finales de 2007, esta versión se lanzó en México, excluyendo sin embargo la caja convencional de plástico para dar paso a una reciclable de cartón.
Todas las canciones fueron escritas por Tim Rice-Oxley, Tom Chaplin y Richard Hughes excepto donde se indique.

| Edición de Reino Unido/México 2007 |                                                               |          |  |
| N.º                                | Título                                                        | Duración |  |
| 1.                                 | «Somewhere Only We Know»                                      | 3:57     |  |
| 2.                                 | «Bend and Break»                                              | 3:40     |  |
| 3.                                 | «We Might as Well Be Strangers»                               | 3:12     |  |
| 4.                                 | «Everybody's Changing»                                        | 3:35     |  |
| 5.                                 | «Your Eyes Open»                                              | 3:23     |  |
| 6.                                 | «She Has No Time» (Rice-Oxley, Chaplin, Hughes, James Sanger) | 5:45     |  |
| 7.                                 | «Can't Stop Now»                                              | 3:38     |  |
| 8.                                 | «Sunshine» (Rice-Oxley, Chaplin, Hughes, Sanger)              | 4:12     |  |
| 9.                                 | «This Is the Last Time» (Rice-Oxley, Chaplin, Hughes, Sanger) | 3:29     |  |
| 10.                                | «On A Day Like Today»                                         | 5:27     |  |
| 11.                                | «Untitled 1»                                                  | 5:36     |  |
| 12.                                | «Bedshaped» (Rice-Oxley, Chaplin, Hughes, Sanger)             | 4:38     |  |

| Bonus Tracks Edición Japonesa |                                  |          |  |
| N.º                           | Título                           | Duración |  |
| 13.                           | «Snowed Under»                   | 3:59     |  |
| 14.                           | «Allemande»                      | 4:24     |  |
| 15.                           | «Somewhere Only We Know (Video)» |          |  |

| Edición de Estados Unidos/Internacional/Versión de Super Audio CD |                                 |          |  |
| N.º                                                               | Título                          | Duración |  |
| 1.                                                                | «Somewhere Only We Know»        | 3:57     |  |
| 2.                                                                | «This Is the Last Time»         | 3:29     |  |
| 3.                                                                | «Bend and Break»                | 3:39     |  |
| 4.                                                                | «We Might as Well Be Strangers» | 3:12     |  |
| 5.                                                                | «Everybody's Changing»          | 3:35     |  |
| 6.                                                                | «Your Eyes Open»                | 3:22     |  |
| 7.                                                                | «She Has No Time»               | 5:45     |  |
| 8.                                                                | «Can't Stop Now»                | 3:38     |  |
| 9.                                                                | «Sunshine»                      | 4:12     |  |
| 10.                                                               | «Untitled 1»                    | 5:36     |  |
| 11.                                                               | «Bedshaped»                     | 4:38     |  |

## Versiones alternativas

### Ediciones internacionales/EE.UU.
Con cubierta café, o blanca en los Estados Unidos.
1. Somewhere Only We Know
2. This Is the Last Time
3. Bend and Break
4. We Might As Well Be Strangers
5. Everybody's Changing
6. Your Eyes Open
7. She Has No Time
8. Can’t Stop Now
9. Sunshine
10. Untitled 1
11. Bedshaped

### Japón
1. Somewhere Only We Know
2. Bend and Break
3. We Might As Well Be Strangers
4. Everybody's Changing
5. Your Eyes Open
6. She Has No Time
7. Can't Stop Now
8. Sunshine
9. This Is the Last Time
10. On A Day Like Today
11. Untitled 1
12. Bedshaped
13. Snowed Under
14. Allemande

### Portugal, 2 CD
CD 1
1. Somewhere Only We Know
2. Bend and Break
3. We Might As Well Be Strangers
4. Everybody's Changing
5. Your Eyes Open
6. She Has No Time
7. Can't Stop Now
8. Sunshine
9. This Is The Last Time
10. Untitled 1
11. Bedshaped

CD 2
1. This Is the Last Time (live)
2. Everybody's Changing (live)
3. Somewhere Only We Know (live)
4. Bedshaped (live)

### Alemania, 2 CD
CD 1
1. Somewhere Only We Know
2. Bend and Break
3. We Might As Well Be Strangers
4. Everybody's Changing
5. Your Eyes Open
6. She Has No Time
7. Can't Stop Now
8. Sunshine
9. This Is the Last Time
10. Untitled 1
11. Bedshaped

CD 2
1. Can't Stop Now (live)
2. Everybody's Changing (live)
3. This is the Last Time (live)
4. We Might as Well Be Strangers (live)
5. Something In Me Was Dying

### Reedición 2009
Denominado para la ocasión como Deluxe Edition, su relanzamiento fue anunciado oficialmente el 6 de noviembre de 2009 a través de la página web del grupo.[cita requerida]
CD 1
1. "Somewhere Only We Know".
2. "Bend And Break".
3. "We Might As Well Be Strangers".
4. "Everybody’s Changing".
5. "Your Eyes Open".
6. "She Has No Time".
7. "Can't Stop Now".
8. "Sunshine".
9. "This Is The Last Time".
10. "On A Day Like Today".
11. "Untitled 1".
12. "Bedshaped".
13. "Somewhere Only We Know" (Lamacq Live).
14. "Bedshaped" (Lamacq Live).
15. "Bend And Break" (Lamacq Live).
16. "We Might As Well Be Strangers" (Lamacq Live).
17. "This Is The Last Time" (Jo Whiley Live Lounge).
18. "With Or Without You" (Jo Whiley Live Lounge).
19. "A Heart To Hold You" (Jo Whiley Live Lounge).

CD 2
1. "Snowed Under" (B-Side).
2. "We Might As Well Be Strangers" (DJ Shadow Remix).
3. "Into The Light Demo" (Unreleased).
4. "Call Me What You Like Demo" (Zoomorphic sencillo 1).
5. "Closer Now" (Zoomorphic sencillo 1).
6. "Rubbernecking" (Zoomorphic sencillo 1).
7. "Wolf At The Door" (Zoomorphic sencillo 2).
8. "She Has No Time Demo" (Zoomorphic sencillo 2).
9. "Call Me What You Like" (Zoomorphic sencillo 2).
10. "Everybody’s Changing" (Fierce Panda sencillo 1).
11. "The Way You Want It" (Fierce Panda sencillo 1).
12. "This Is The Last Time" Demo (Fierce Panda sencillo 2).
13. "Bedshaped Demo" (Fierce Panda sencillo 2).
14. "Allemande" (Fierce Panda sencillo 2).
15. "Somewhere Only We Know" (Live E.P. released 3/5/05).
16. "We Might As Well Be Strangers" (Live E.P. released 3/5/05).
17. "This Is The Last Time" (Live E.P. released 3/5/05).
18. "Everybody’s Changing" (Live E.P. released 3/5/05).

## Certificaciones
| País           | Posicionamiento | Ventas     | Certificación |
| -------------- | --------------- | ---------- | ------------- |
| Argentina      | 1               | 40 000     | Platino       |
| Austria        | 18              | NC         | NC            |
| Finlandia      | 23              | NC         | NC            |
| Francia        | 5               | 357 000    | Platino       |
| Irlanda        | 1               | 50 000     | 5x Platino    |
| México         | 10              | 100 000    | Platino       |
| Países Bajos   | 8               | 70 000     | Platino       |
| Nueva Zelanda  | 11              | NC         | NC            |
| Noruega        | 2               | 80 000     | 2x Platino    |
| España         | 8               | 100 000    | Platino       |
| Suecia         | 10              | NC         | NC            |
| Suiza          | 22              | 40 000     | Platino       |
| Reino Unido    | 1               | 2 700 000  | 9x Platino    |
| Estados Unidos | 45              | 1 000 000+ | Platino       |
| Italia         | 14              | 50 000     | Oro           |
| Europa         | N/A             | 4 000 000  | 4x Platino    |

## Personal
Keane
- Tom Chaplin – Voz
- Tim Rice-Oxley – piano, teclados, bajo, coros
- Richard Hughes – batería

Adicional
- Andy Green – programación y producción.
- Mark "Spike" Stent - Mezclas